# Felipe Neri Medina Valderas y Fernández de Córdova
Felipe Neri Medina Valderas y Fernández de Córdova (* 26. Mai 1797 in Danlí, Departamento El Paraíso) war vom 13. bis 15. April 1839 Supremo Director von Honduras.
Seine Eltern waren Petrona Idiáquez Cordova und Ignacio Medina Valderas.
Seine Familie waren wohlhabende Mineneigentümer und Hacienderos. Sein Vater war mehrmals Intendente (Präfekt) von Danlí.
Er wurde im Colegio Seminario de Guatemala 1810 eingeschult
und studierte danach an der Universidad de San Carlos de Guatemala.
Er heiratete Dolores Serafin Gomez, in Comayagua und
war Mitglied der Partido Liberal de Honduras.
Er war Mitglied der verfassungsgebenden Versammlung und von diesem Parlament wurde er zum Supremo Director ernannt.
Am 26. Oktober 1838 erklärte sich Honduras unter der Provinzregierung von José María Martinez Salinas zu einem separaten Staat. Francisco Ferrera beteiligte an der Auseinandersetzung mit der Bundesregierung unter José Francisco Morazán Quezada zu welchen die Separation von Honduras führte. Am 5. April 1839 wurden seine Truppen und die von Nicaragua durch die Truppen von Morazán bei der Schlacht von Espíritu Santo in El Salvador geschlagen. Am 25. September 1839 wurden die Truppen von Honduras in San Pedro Perulapán überrascht und Francisco Ferrera verletzt, worauf er nach Nicaragua flüchtete.
Medina trat am 15. April 1839 zurück und das Parlament ernannte den Parlamentsabgeordneten Juan José Alvarado zu seinem Nachfolger.
Medina war mehrere Jahre in Guatemala im Exil.